# NGC 3776
NGC 3776 é uma galáxia espiral (Sb) localizada na direcção da constelação de Virgo. Possui uma declinação de -03° 21' 14" e uma ascensão recta de 11 horas, 38 minutos e 17,9 segundos.
A galáxia NGC 3776 foi descoberta em 1886 por Ormond Stone.